# Vincent Keymer
Vincent Keymer (* 15. November 2004 in Mainz) ist ein deutscher Schachspieler. Er ist der bisher jüngste deutsche Großmeister und gehört zu den besten Schachspielern der Welt; mit einer Elo-Zahl von über 2700 ist er einer der wenigen Super-Großmeister. Bei der Weltmeisterschaft im Schnellschach 2022 belegte Keymer den zweiten Platz hinter Magnus Carlsen.

## Schachkarriere
Vincent Keymer lernte im Alter von fünf Jahren das Schachspielen von seinen Eltern. Bei Welt- und Europameisterschaften im Jugendbereich erreichte er Platzierungen unter den ersten sechs. Mit der deutschen U18-Schachnationalmannschaft wurde er 2015 und 2017 Europameister.
Im Juli 2017 erreichte er bei der Deutschen Schachmeisterschaft in Apolda, bei der er den vierten Platz belegte, seine dritte IM-Norm und wurde der bisher jüngste deutsche Internationale Meister.
Keymer spielte bis zur Saison 2016/17 in der Oberliga Südwest für den SK Gau-Algesheim. Dort begann auch die Zusammenarbeit mit seinem langjährigen Trainer, dem ukrainischen Großmeister Serhij Owsijewytsch. Zur Saison 2017/18 wechselte Keymer zum Verein SF Deizisau und wurde für die erste Mannschaft in der Schachbundesliga an Brett 11 gemeldet. Dort erreichte er 5 Punkte aus elf Partien. Der ehemalige Weltmeister Garri Kasparow traute Keymer im März 2016 den Vorstoß in die Weltspitze zu.
Seit November 2017 wird Keymer vom früheren WM-Finalisten Péter Lékó trainiert. Im April 2018 gewann er mit einem Ergebnis von 8 Punkten aus neun Partien das Grenke Chess Open in Karlsruhe vor 49 Großmeistern und erreichte eine Norm, um selbst Großmeister zu werden. Er siegte in der letzten Runde mit Schwarz gegen Richárd Rapport und qualifizierte sich für das Grenke Chess Classic im April 2019. Seine Leistung im Turnier entsprach einer Elo-Zahl von 2795; dies war die höchste Leistung eines unter vierzehnjährigen Spielers aller Zeiten. Seine zweite GM-Norm sicherte er sich im Juli 2018 beim Xtracon-Open im dänischen Helsingør, wo er bereits zwei Runden vor Schluss die erforderlichen Punkte erzielt hatte.

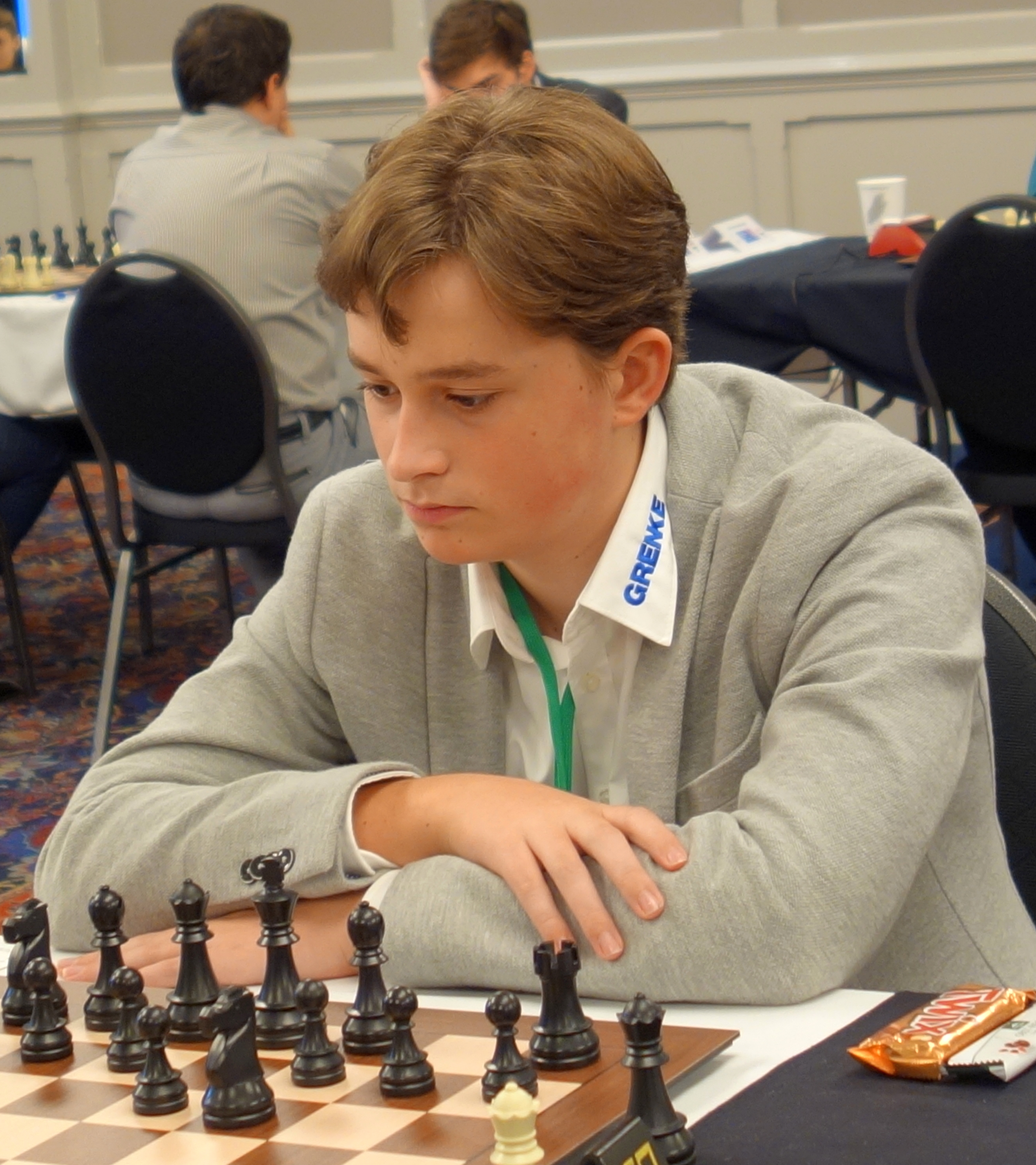
Vincent Keymer (2019)

Beim Grenke Chess Classic im Oktober 2019 in Karlsruhe erzielte Keymer in neun Spielen gegen hochklassige Großmeister einen Sieg und zwei Remis und landete nach Tie-Break auf dem letzten Platz. Bei diesem Turnier unterlag er dem Weltmeister Magnus Carlsen erst nach fast sieben Stunden. Seine dritte GM-Norm erzielte er im Oktober 2019 beim Grand Swiss Tournament 2019 auf der Isle of Man, woraufhin ihm von der FIDE der Titel des Großmeisters bei der FIDE-Sitzung Ende Februar 2020 verliehen wurde. Somit erhielt er den Titel im Alter von vierzehn Jahren, elf Monaten und vier Tagen und ist damit der jüngste deutsche Schachgroßmeister, den es je gab. Weltweit reiht sich Keymer auf Platz 35 der jüngsten Großmeister ein.
Als während der COVID-19-Pandemie zunächst nur wenige Turniere gespielt werden konnten, gelang Keymer mit dem 2. Platz bei der Europameisterschaft 2021 in Reykjavík ein großer Erfolg, der auch die Qualifikation für den Schach-Weltpokal 2023 bedeutete.
Bei dem Ende Oktober bis Anfang November 2021 stattfindenden FIDE Grand Swiss Tournament 2021 belegte Keymer mit 7 Punkten aus elf Partien den 5. Platz. Dabei gelangen ihm unter anderem Siege gegen David Navara und Kirill Alexejenko. Durch diese Platzierung gelang ihm die Qualifikation für den FIDE Grand Prix 2022, bei dem insgesamt 24 Weltklassespieler teilnahmen, wobei die zwei bestplatzierten Spieler sich für das Kandidatenturnier Madrid 2022 qualifizierten. Hierbei belegte Keymer den geteilten 16. Platz.
Im Juni 2022 gewann er mit dem Challengers beim Prager Schachfestival 2022 sein zweites Turnier; er erzielte 6,5/9 Punkte. Hierbei trat die kuriose Situation auf, dass Keymer und Hans Moke Niemann in allen Wertungskategorien und sogar auch in der Turnier-Elo-Leistung exakt gleich lagen, so dass der Veranstalter improvisieren musste und ad hoc eine Entscheidung über zwei Blitzpartien herbeiführte, die Keymer beide für sich entscheiden konnte. Damit erwarb Keymer das Recht, im nächsten Jahr im Masters dieses Turniers zu starten.
Als höchstgewerteter Spieler gewann er das German Masters 2022 mit 7 Punkten aus 9 Partien und einer Turnierleistung von 2785. Damit hatte er einen ganzen Punkt Vorsprung auf den Zweitplatzierten, Frederik Svane.
Bei der Weltmeisterschaft im Schnellschach 2022 kam Keymer als 54. der Setzliste mit 9,5/13 Punkten auf den zweiten Platz hinter Magnus Carlsen und wurde damit Vizeweltmeister, dank besserer Wertung vor dem punktgleichen Fabiano Caruana. Vor der letzten Partie lag er mit dem Spitzenreiter und späteren Weltmeister Magnus Carlsen gleichauf, schaffte es aber nicht, einen klaren Vorteil im Endspiel gegen Maxime Vachier-Lagrave zu verwerten.
Beim Schach-Weltpokal 2023 war Keymer als Platz 32 der Setzliste bereits für die zweite Runde qualifiziert. Nach souveränen Siegen gegen Daniel Dardha (1½ zu ½) und Amin Tabatabaei (2 zu 0) traf er in Runde 4 auf den topgesetzten Ex-Weltmeister Magnus Carlsen. Dabei gelang es ihm gleich in der ersten Partie, Carlsen mit den weißen Steinen zu besiegen, nachdem dieser in einem ausgeglichenen Endspiel einen Fehler begangen hatte (siehe Schach-Weltpokal 2023). Da Carlsen daraufhin jedoch seine Weißpartie ebenfalls gewinnen konnte, ging das Match in den Tie-Break, in dem Carlsen die Oberhand behielt. Keymer schied mit 2½ zu 3½ aus, konnte aber als einziger Spieler in diesem Turnier eine Partie gegen Carlsen gewinnen. Beim Grand Swiss auf der Isle of Man erreichte er den fünften Platz, einen Punkt hinter dem Sieger Santosh Gujrathi Vidit.
Im August 2024 gewann Keymer das Turnier des Rubinstein Memorials 2024. Er startete mit fünf Siegen und sechs Punkten aus sieben Partien und sicherte sich bereits eine Runde vor Schluss den Titel.
Im Februar 2025 gewann er das Freestyle-Chess-Turnier (Schach960) in Gut Weißenhaus, in dem er in der Knock-Out-Phase Alireza Firouzja, Magnus Carlsen und Fabiano Caruana besiegte, und erreichte damit den bisher größten Erfolg in seiner Karriere.
Im August 2025 gewann Keymer das Chennai Grand Masters. Mit einem Ergebnis von 7/9 und einer Elo-Performance von 2917 gewann er das Turnier bereits eine Runde vor Schluss. Durch dieses Turnier erzielte er einen Elo-Gewinn von 21 Punkten, seine Live-Elo-Zahl stieg auf über 2750, womit er erstmals in die Top 10 der Weltrangliste vorstieß.
Seit Dezember 2021 gehört er zu den 100 weltbesten Schachspielern. In der Elo-Liste von Oktober 2022 überschritt Keymer die Marke von 2700 Elo-Punkten; dies ist eine Marke, ab der ein Schachspieler landläufig als „Super-Großmeister“ gilt. Dies ist bisher nur etwa 130 Spielern weltweit gelungen. Er ist der erste gebürtige Deutsche, der dies erreicht hat, und einer von nur neun Spielern, die dabei unter 18 Jahre alt waren (Stand: November 2023). Seine bisher höchste Elo-Wertung erreichte er im Januar 2024 mit 2743 Punkten bei einer Position von 12 in der Weltrangliste. Bei der Schachweltmeisterschaft 2024 war Keymer im Sekundantenteam von D. Gukesh, der Weltmeister wurde.
| Die zur Anzeige dieser Grafik verwendete Erweiterung wurde dauerhaft deaktiviert. Wir arbeiten aktuell daran, diese und weitere betroffene Grafiken auf ein neues Format umzustellen. (Mehr dazu) |

## Größte Erfolge
- Sieger des Grenke Chess Open 2018
- 2. Platz bei der Einzel-Europameisterschaft 2021[35]
- Sieger des Challengers beim Prager Schachfestival 2022
- Sieger des German Masters 2022
- 2. Platz bei der Weltmeisterschaft im Schnellschach 2022
- 2. Platz beim Bieler Schachfestival 2023[36]
- 2. Platz bei der Mannschafts-Europameisterschaft 2023
- Sieger des Akiba-Rubinstein-Memorials 2024
- Sieger Freestyle Chess, Weissenhaus 2025[29]
- Deutscher Meister 2025
- Sieger Chennai Grand Masters 2025[37]

## Partiebeispiel
|   | a | b | c | d | e | f | g | h |   |
| 8 |   |   |   |   |   |   |   |   | 8 |
| 7 |   |   |   |   |   |   |   |   | 7 |
| 6 |   |   |   |   |   |   |   |   | 6 |
| 5 |   |   |   |   |   |   |   |   | 5 |
| 4 |   |   |   |   |   |   |   |   | 4 |
| 3 |   |   |   |   |   |   |   |   | 3 |
| 2 |   |   |   |   |   |   |   |   | 2 |
| 1 |   |   |   |   |   |   |   |   | 1 |
|   | a | b | c | d | e | f | g | h |   |

Hier der oben erwähnte Schwarzsieg Keymers gegen den ungarischen Weltklassespieler Richárd Rapport.
Rapport–Keymer 0:1
Karlsruhe, 2. April 2018
Abgelehntes Damengambit, D50
1. d4 d5 2. c4 e6 3. Sc3 Sf6 4. Lg5 Le7 5. e3 h6 6. Lh4 0–0 7. Tc1 Sbd7 8. cxd5 exd5 9. Ld3 c6 10. Lg3 Te8 11. h3 Lb4 12. Sf3 Se4 13. Lf4 c5 14. 0–0 Lxc3 15. bxc3 Sb6 16. Se5 f6 17. Sg4 c4 18. Lb1 h5 19. Sh2 g5 20. Dxh5 gxf4 21. f3 Sd6 22. Dh7+ Kf8 23. Dh6+ Ke7 24. Dg7+ Ke6 25. Tfe1 Te7 26. Dg4+ f5 27. Lxf5+ Sxf5 28. Dg6+ Kd7 29. Dxf5+ Kc6 30. Dxf4 Le6 31. e4 Dg8 32. Dh6 Kc7 33. Kh1 Tf8 34. Te2 Th7 35. Dd2 Kb8 36. Tce1 dxe4 37. fxe4 Ld7 38. Tf2 Te8 39. Df4+ Ka8 40. Sf3 Tf8 41. Dh2 Sa4 42. Te3 a6 43. De5 Lxh3 44. Kg1 Tg7 45. Sh4 Txf2 46. Kxf2 Txg2+ 47. Sxg2 Dxg2+ 48. Ke1 Df1+ 49. Kd2 Lg4 50. De8+ Ka7 51. Dxa4 Df2+ 0:1

## Privates
Vincent Keymer wohnt in Saulheim in Rheinland-Pfalz. Er besuchte das Gymnasium Nieder-Olm, an dem er im März 2022 sein Abitur ablegte. Sein Vater ist der Konzertpianist Christof Keymer. Seine ebenfalls schachspielende Schwester Cecilia wurde 2021 Landesmeisterin u14w in Rheinland-Pfalz.